# Monako na Igrzyskach Europejskich 2015
Monako na Igrzyskach Europejskich 2015 w Baku – grupa sportowców, którzy reprezentowali Monako na Igrzyskach Europejskich 2015 w Baku. Kraj reprezentowało 5 sportowców biorących udział w 4 dyscyplinach.

## Skład reprezentacji
| Dyscyplina    | Mężczyźni | Kobiety | Łącznie |
| ------------- | --------- | ------- | ------- |
| Lekkoatletyka | 1         | 0       | 1       |
| Kolarstwo     | 1         | 0       | 1       |
| Judo          | 2         | 0       | 2       |
| Skoki do wody | 1         | 0       | 1       |
| Łącznie       | 5         | 0       | 5       |

## Wyniki

### Judo
Źródło:
| Zawodnik      | Kategoria | Runda 1    | Runda 1 | Runda 2      | Runda 2   | 1/8 finału | 1/8 finału | Ćwierćfinał | Ćwierćfinał | Repasaż Półfinał | Repasaż Półfinał | Półfinał   | Półfinał | Repasaż Finał | Repasaż Finał | Finał Walka o brąz | Finał Walka o brąz | Poz. |
| Zawodnik      | Kategoria | Przeciwnik | Wynik   | Przeciwnik   | Wynik     | Przeciwnik | Wynik      | Przeciwnik  | Wynik       | Przeciwnik       | Wynik            | Przeciwnik | Wynik    | Przeciwnik    | Wynik         | Przeciwnik         | Wynik              | Poz. |
| ------------- | --------- | ---------- | ------- | ------------ | --------- | ---------- | ---------- | ----------- | ----------- | ---------------- | ---------------- | ---------- | -------- | ------------- | ------------- | ------------------ | ------------------ | ---- |
| Mężczyźni     |           |            |         |              |           |            |            |             |             |                  |                  |            |          |               |               |                    |                    |      |
| Yann Siccardi | do 60 kg  | –          | –       | Arif Bagirov | 0000-0101 | –          | –          | –           | –           | –                | –                | –          | –        | –             | –             | –                  | –                  |      |
| Cedric Bessi  | do 73 kg  | –          | –       | Nikola Gusic | 010-100   | –          | –          | –           | –           | –                | –                | –          | –        | –             | –             | –                  | –                  |      |

### Lekkoatletyka
Źródło:
| Mężczyźni  |       |         |   |   |
| Brice Etès | 800 m | 1:52,84 | 6 | 9 |

### Kolarstwo

#### Kolarstwo szosowe
Źródło:
| Mężczyźni         |                            |                      |                      |
| Victor Langelloti | Wyścig uliczny             | nie ukończył wyścigu | nie ukończył wyścigu |
| Victor Langelloti | Jazda indywidualna na czas | nie wystartował      | nie wystartował      |

### Skoki do wody
| Mężczyźni         |                |        |    |   |   |  |
| Ian-Soren Cabioch | Trampolina 1 m | 328,55 | 27 | – | – |  |
| Ian-Soren Cabioch | Trampolina 3 m | 336,25 | 31 | – | – |  |